# Henschel Hs 124
Henschel Hs 124 – niemiecki ciężki samolot myśliwski i lekki samolot bombowy z okresu  II wojny światowej

## Historia
Na początku lat trzydziestych niemieckie Ministerstwo Lotnictwa (RLM) opracowało założenia dla nowego typu samolotu niszczyciela bojowego (Kampfzerstörer), który mógł spełniać rolę myśliwca eskortowego, jak również zadania rozpoznawcze i szturmowe. 
W wytwórni Henschel Flugzeugwerke A.G. w 1934 roku opracowano projekt dwusilnikowego samolotu, który oznaczono jako Hs 124. Złożono zamówienie na trzy prototypy tego samolotu. 
Prototyp samoloty oznaczony jako Hs 124V-1 został zbudowany i oblatany na początku 1936 roku. Samolot był wyposażony w silniki rzędowe Junkers Jumbo 210. Następnie zbudowano drugi prototyp Hs 124V-2 wyposażony w silniki gwiazdowe BMW 132DC. Pracę nad trzecim prototypem przerwano, gdyż okazało się, że samolot Hs 124 miał gorsze osiągi niż opracowany na podstawie tych samych założeń samolot Messerschmitt Bf 110. 
Ostatecznie zbudowano tylko dwa prototypy samolotu Hs 124.

## Użycie
Samolot Henschel Hs 124 był używany tylko do badań i testów w locie. 

## Opis konstrukcji
Samolot Hs 124 był średniopłatem o konstrukcji całkowicie metalowej. Kabina zakryta, kadłub w przedniej części oszklony. Podwozie klasyczne – chowane w locie. Napęd stanowił 2 silniki umieszczone w gondolach na skrzydłach. 
Uzbrojenie dwóch pierwszych prototypów stanowiły 2 karabiny maszynowe kal. 7,92 mm oraz bomby o wadze do 600 kg, w komorze bombowej i podwieszane pod skrzydłami. W trzecim prototypie planowano zamontować w przodzie kadłuba 2 działka lotnicze kal. 20 mm oraz 1 karabin maszynowy kal. 7,92 mm strzelający do tyłu. 